# الطفلة (حريضة)
'

تعديل مصدري - تعديل

الطفلة هي إحدى قرى عزلة حريضة بمديرية حريضة التابعة لمحافظة حضرموت، بلغ تعداد سكانها 150 نسمة حسب تعداد اليمن لعام 2004.